# Језици Кавказа
Кавкаски језици су велика и разноврсна група језика који се користе у региону Кавказа, између Црног и Каспијског мора. Њима говори више од десет милиона људи. 
Компаративном лингвистичком анализом установљено је да се ови језици могу класификовати у више несродних језичких породица. 

## Језичке породице које потичу са Кавказа
Три породице кавкаских језика немају сроднике ван ове области и сматрају се изворним језицима Кавказа. То су кавкаски језици у ужем смислу. 
- Јужнокавкаски језици, или картвелски језици: међу којима је најзначајнији грузијски, званични језик Грузије, са четири милиона говорника.

- Северозападнокавкаски језици, такође познати као абхаско-адигејски, абхаско-черкески или понтски језици. Најзначајнији међу њима је кабардински језик који користи око милион говорника.

- Североисточнокавкаски језици, такође познати као  нахско-дагестански или каспијски језици. Најзначајнији је чеченски језик са око милион говорника.

Често је мишљење да су кавкаски језици богати сугласницима. То је тачно за северозападно и североисточнокавкаске језике (језик убук има чак 84 сугласника), јужнокавкаски језици имају 28–30 сугласника, што је негде између арапског (28 сугласника) и руског (35–37 сугласника).

## Индоевропски језици који се користе на Кавказу
Главни индоевропски језик ове регије је јерменски, који говори око 4 милиона Јермена. Друга највећа група су 700.000 Осета који говоре осетински језик. Говорници словенских језика (руског и украјинског) сачињавају преко трећине становништва ове регије. Присутни су још персијски, грчки, понтски, курдски и други језици. 

## Туркијски језици који се користе на Кавказу
Туркијски језици у широј употерби у региону Кавкказа су: азерски (6 милиона говорника), балкарски, карачај, кумички и други. 

## Остали језици који се користе на Кавказу
Калмички језик, којим говоре потомци Калмика, је монголски језик. 
У региону живи око 25.000 говорника семитског асирског неоарамејског језика. 